# St. Nikolaus (Gefell)

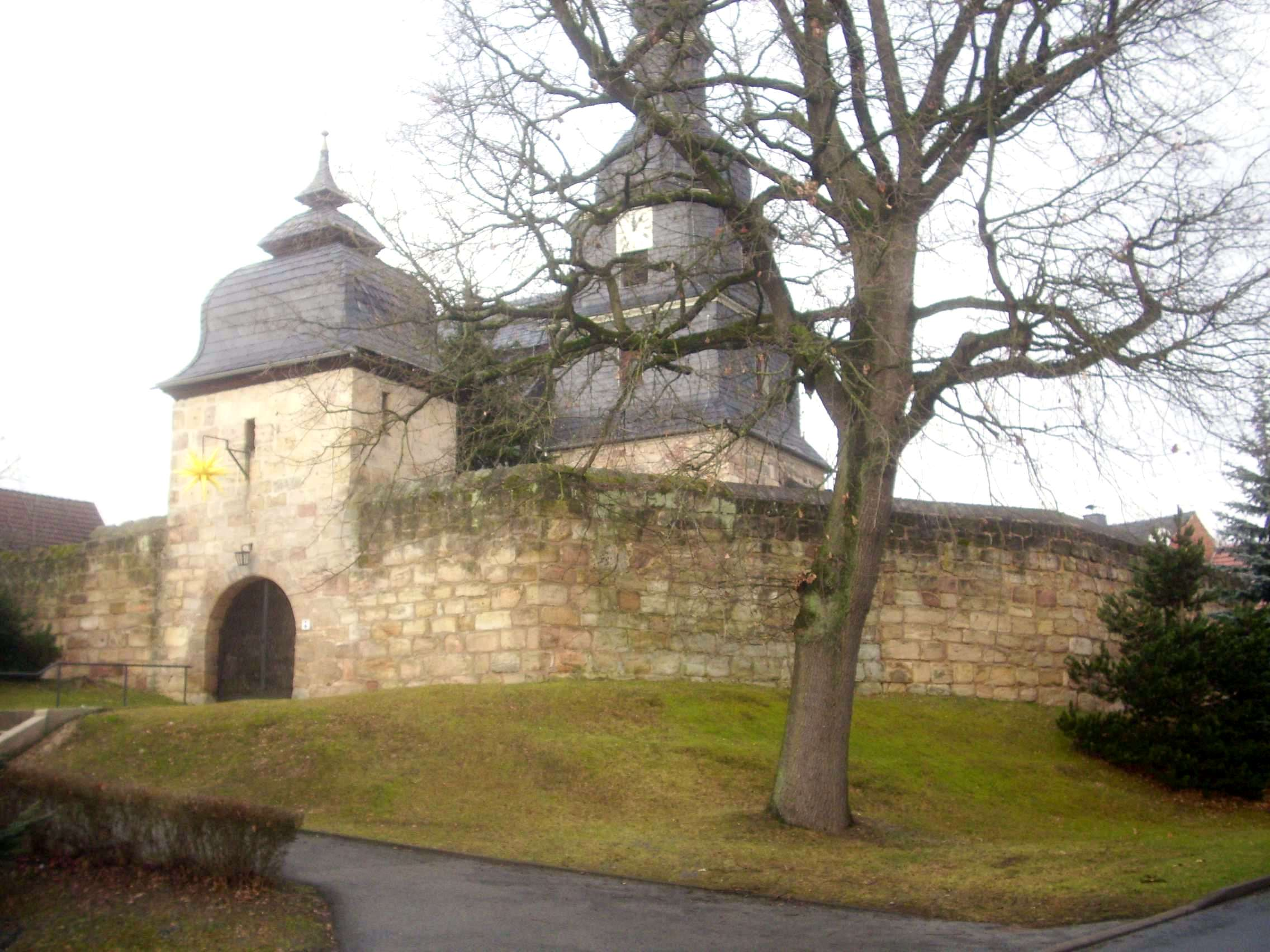
Evangelische Kirche Nikolaus in Gefell

Die evangelische Dorfkirche Nikolaus steht im Ortsteil Gefell der Gemeinde Föritztal im Landkreis Sonneberg in Thüringen.

## Geschichte
Im 11. Jahrhundert soll eine Vorgängerkapelle bestanden haben, die im 15./16. Jahrhundert durch Erweiterungen ihre heutige Gestalt bekam.
Der Altarraum wurde im 16. Jahrhundert eingewölbt und der Kirchhof mit einer Wehrmauer samt Torturm und Wehrgang umgeben. In dieser Zeit wurden auch der Altar und der Taufstein geschaffen. Im Dreißigjährigen Krieg wurde fast der ganzen Ort zerstört bis auf die wehrhafte Kirche, die nur beschädigt wurde. Das Dorf und auch die Kirche wurden in der zweiten Hälfte des 17. Jahrhunderts wieder aufgebaut. Der Innenausbau erfolgt nach dem Vorbild der Mutterkirche aus Mupperg. Die Bemalung der Empore fehlt. Ein Wandbild stellt das Gleichnis vom vierfachen Ackerfeld dar.
1745 entstand der jetzige Kirchturm mit Zwiebelform. Das neue Mansarddach ermöglichte den Einbau einer zweiten Empore.
Die Kirche besaß vor dem Dreißigjährigen Krieg zwei Glocken. Diese wurden zur Sicherheit ausgelagert, aber am „sicheren Ort“ gestohlen. 1740 beschaffte man eine neue Glocke und fügte 1850 zwei weitere Glocken hinzu. Im Ersten Weltkrieg wurden die Bronzeglocken eingeschmolzen; 1968 in Apolda neue Glocken gegossen.
1761 wurde die erste Orgel beschafft. Die jetzige Orgel von 1800 stammt aus Franken. Die Turmuhr stammt aus dem Jahr 1670; im Kirchengebäude befindet sich heute eine Funkuhr.